# 劉仲敬
劉 仲敬（りゅう ちゅうけい）は中国の四川の省籍を持つ政治思想家、2018年11月9日には自らを大蜀民国 の臨時総統と称した。独立主義的な思想で知られ、現在はアメリカに居住している。

## 主義と主張
華西医科大学を卒業した後、ウイグル自治区の公安に10年勤務。その時に民族間の衝突の雰囲気を実感した。2012年には四川大学で世界史を専攻，武漢大学で歴史系の博士研究生となった。2016年4月には沙田香港教会で洗礼を受けた。その後、博士課程を中断し米国生活を送り中国大陸の未来は“大洪水”であるとした。

### 反中華民族
中華民族主義を否定。中華民族（大一統思想、中国人意識）は政治的捏造であると否定し、中国国民党と中国共産党の中国の歴史解釈、中国の近代的反日潮流、北伐を否定する。

### 諸夏主義
中国民主化と民族の対立をなくし、文化を守るためには諸夏時代のように、漢族のいくつかの国に分かれる必要がある。また、漢民族は一民族ではなく、粤民族、上海民族、閩越民族、滇民族、夜郎民族、満洲民族、晋民族、燕民族、昭武民族、呉越民族、巴蜀民族、湖湘民族、江淮民族、贛越民族、荊楚民族などがあるとした。

### 大洪水について
劉仲敬は、政治経済や地政学的状況の様々な理由により、中国が将来崩壊し、「大洪水」と呼ばれる無秩序な状態に陥ると主張する。中国はまもなくソビエト連邦やユーゴスラビアの崩壊過程に似た大きな混乱を迎えるだろう。経済危機と金融破綻が通貨崩壊につながる。最後に、中央当局が崩壊し、流民(ホームレスな暴徒)が頻出するとしている。諸夏というのは、この後に建国する民族主義国家のことである。
大洪水というのは、民衆の反乱による崩壊のことを示しているが、歴史上で典型的なのは明の時代の大洪水であり、唐や宋のような体制を再構築するだけの力がなかったと述べている。また、ヨーロッパで大洪水が起こらなかった理由は封建制度のため、権力が分散しており総崩れになるようなことは起きなかったからだと分析している。

### 瓦房店学について
瓦房店市（遼寧省大連市の県級市）は、中国のベアリング産業の発祥の地である。ロシア帝国と日本の技術によりベアリング製造業が発展したが、ロシア、日本の撤退後は技術力が低下していった。中国に技術を蓄積する能力がなく、すべての技術が外部から移植され、移植直後に劣化していくという現象を、劉仲敬は「瓦房店化」と呼び、さらに「瓦房店学」に発展させた。

### 影響
- フィンランド在住のポスドク研究である王展は、国家政権転覆扇動罪（中国語版）でフィンランドから中国に入国した際に警察に拘束され、瀋陽第一拘置所に収監された。劉仲敬思想の影響を受け「満州愛国者」を名乗り「満州独立」を主張したためとみられた[9]。
- 諸夏主義の考え方に基づき、2018年7月18日在米上海人の何岸泉により上海独立を主張する上海民族党が結成された。
- 香港について劉仲敬は香港独立をし諸夏独立の考え基づき広東独立がなされなければ香港は安全にならない一方、台湾は諸夏から距離を置いた方がいいと述べている[10]。

## 日本について
2015年の笹川平和財団主催の講演会にて、劉仲敬は論文を報告し、「世界システムと中国システムの融合と衝突」との題名で中国と世界の対立が深まると予想した。
そのなかで、ロシアと中国、イスラム過激主義組織が危険な構造的衝突を誘発する可能性を持ち、なかでも中国の挑戦性が最も強いとした。
この中で、中国への対抗のために各国はアウクスブルク同盟に似た連合を形成し、日本も含まれる。日本に東アジアにおけるイングランドのような地位を自然と取り戻し、大陸の強国と比べて大きな優位性を持つようになると予想した。これは、2020年に本格化した自由で開かれたインド太平洋戦略のクアッドなどの役割を2015年の段階で予想したものと言える。
また、清めの儀式は東南アジアと太平洋は基本的に同じであり、 日本の神社のお祓いや浄化の概念は、人類学者にとってはポリネシアや太平洋諸島に共通するものであることがすぐにわかるが、それが特に洗練された形で発展したのは日本だけであるとした。
民主主義についても独特の考察があり、劉仲敬は日本、韓国、中国の民主主義と歴史を比較し、下記のように述べている。
```
世界史の発展の全行程について知っている限りでは、ヨーロッパでも東欧でも中東でも東アジアでも、基本的な行程は同じであり、いわゆる民主憲法は国民国家の出現の過程で形成された統治様式であり、中国に限らず、国民国家以前の多民族・多文化の大帝国には 適用できないという結論に達しました。
中東の
オスマン帝国
にも、ヨーロッパの神聖ローマ帝国にも適用されなかった。 
ヨーロッパ
で民主主義が成功したのは神聖ローマ帝国の解体後であり、中東では
ケマル
が
オスマン帝国
を解体した後であった。 なぜ日本はそれができたのか？ その答えは、日本がアジアのイギリスであり、帝国システムから撤退したからである。
なぜ
韓国
はうまくいったのか？ 韓国は明や清の帝国にも属していたが、その成功は中華帝国から撤退した後のことである。
```

中華民国在台湾と台湾独立は同じものではなく、中華民国在台湾は政治的な武器であるが、台湾独立はヨーロッパの標準的な国家の発明、つまり文化的な民族主義の出現であると分析している。また、台湾の民主化要因は大一統の中華秩序からの離脱であり、中華秩序の中で運営されていれば台湾の民主化は絶対に不可能であったとも述べている。
また、この概念と考察は諸夏主義のもとになったとしている。今日の香港、明日の台湾、明後日の沖縄のスローガンに対して、「昨日の上海、一昨日の南粤」であるとし諸夏主義で国を取り戻すことが極東の安定につながるとした。

## 作品一覧

### 翻訳作品
- 《英国史（英語版）》，大衛・休謨著，吉林出版集団有限責任公司，2012年
- 《星童頭骨之謎》，江蘇人民出版社，2012年
- 《燕子号与亜馬遜号号9 偵探六人組》，貴州人民出版社，2013年
- 《燕子号与亜馬遜号12 保衛白嘴潜島》，貴州人民出版社，2013年
- 《陽光的治愈力》，海南出版社，2014年
- 《麦考莱英国史（英語版）》，托馬斯・麦考莱著，吉林出版集団有限責任公司，2014年

### 著書
- 《民国紀事本末》，広西師範大学出版社，2013年
- 《従華夏到中国》，広西師範大学出版社，2014年
- 《安・蘭徳伝 : 生平与思想》，商務印書館，2015年
- 《経与史：華夏世界的歴史建構》，広西師範大学出版社，2015年
- 《守先待後 : 思想、格局与伝統》，広西師範大学出版社，2015年
- 《近代史的堕落・晩清北洋巻：劉仲敬点評近現代人物》，八旗文化，2016年
- 《近代史的堕落・国共巻：劉仲敬点評近現代人物》，八旗文化，2016年
- 《遠東的線索：西方秩序的輸入与中国的演変》，八旗文化，2017年
- 《中国窪地：一部内亜主導東亜的簡史》，八旗文化，2017年
- 《滿洲國: 從高句麗、遼金、清帝國到20世紀，一部歷史和民族發明》，八旗文化，2019年
- 《文明更迭的源代碼: 「阿姨學」輕鬆入門，世界文明演化史一次搞懂！》，八旗文化，2020年
- 《叛逆的巴爾幹: 從希臘主義的解體到斯拉夫主義的崩潰》，八旗文化，2020年
- 《歐洲的感性邊疆: 德意志語言民族主義如何抵制法蘭西理性主義》，八旗文化，2020年
- 《中東的裂痕: 泛阿拉伯主義的流產和大英帝國的遺產》，八旗文化，2020年
- 《逆轉的東亞史（1）: 非中國視角的東南（呉越與江淮篇）》，八旗文化，2021年
- 《逆轉的東亞史（2）: 非中國視角的西南（巴蜀、滇與夜郎篇）》，八旗文化，2021年
- 《逆轉的東亞史（3）：非中國視角的華北（晉、燕、齊篇）》，八旗文化，2021年
- 《逆轉的東亞史（4）：非中國視角的上海（上海自由市篇）》，八旗文化，2021年

## 参考資料
1. 1 2  “劉仲敬：智力優越的“游士”和極端脆弱的少数派”. 晶報.  鳳凰网 (2014年1月1日). 2019年12月26日閲覧。
2. ↑  Annerose Wong (2016年1月28日). “关於对刘仲敬予以退学处理的决定”.  Twitter. 2021年6月26日閲覧。
3. ↑  “洪懐柔：蔡松坡与劉仲敬” (2018年11月16日). 2019年12月25日閲覧。
4. ↑  “網伝劉仲敬跑路美利堅” (2016年4月15日). 2017年1月9日閲覧。
5. ↑  袁訓会; 邵思思. 劉仲敬：我們在世界中的位置. 共識網. 2014-05-19. （原始内容存檔於2016-04-15）.
6. ↑  未曽虔信：劉仲敬的信与我的不信. 烏有之郷. 2016-04-12 [2017-01-06].
7. ↑  諸亜与諸夏
8. 1 2  劉仲敬《文明更迭的源代碼》：吏治化、順民化、儒化和漢化，這四個詞其實是同一個意思 (2020/04/12, 人文) 20210608閲覧
9. ↑  疑因鼓吹「滿洲獨立」　旅居芬蘭環保學者王展返國被捕 (撰文：許祺安 2019-12-19 18:15) 20210608閲覧
10. ↑  反送中》香港何時能自由？ 劉仲敬：待「中國社會解體」 (2019/06/19 00:48) 20210609閲覧
11. ↑  “一帯一路”戦略と中国の世界歴史責任 笹川平和財団主催 講演会 20210513閲覧
12. ↑  吳越跟日本文明同種？ 看東亞史如何被逆轉 (2021年4月30日) 20210513閲覧
13. 1 2 3  明鏡訪談劉仲敬（20170605）：顛覆大一統中國史觀 20210514閲覧
14. ↑  遠東的線索：西方秩序的輸入與中國的演變 臺灣轉型為民主國家 第6章 冷戰與反殖民主義 P341
15. ↑  昨日上海，前日南粤⋯⋯諸夏復國才是穩定遠東局勢的唯一出路，大蜀民國才是諸夏自由的必要保障。

| スタブアイコン | サブスタブ | この項目は、まだ閲覧者の調べものの参照としては役立たない、人物に関連した書きかけの項目です。この項目を加筆・訂正などしてくださる協力者を求めています（P:人物伝/PJ:人物伝）。 |